# 豊島区立清和小学校
豊島区立清和小学校（としまくりつ せいわしょうがっこう）は、東京都豊島区巣鴨3丁目にある公立小学校。

## 沿革
- 1950年（昭和25年）
  - 4月1日 - 開校。初代校長高島重吉就任。
  - 8月7日 - 巣鴨小学校より移転。木造2階建て校舎6教室で、この時点の教員数11名、児童数324名だった。
  - 9月7日 - 新築校舎落成式挙行し、この日（9月7日）を開校記念日と定めた。
- 1951年（昭和26年）3月30日 - 第一次増築校舎完成。
- 1952年（昭和27年）
  - 10月1日 - 第一次校地拡張（2,156㎡）。
  - 10月28日 - 第二次・第三次増築校舎完成。
- 1953年（昭和28年）12月26日 - 図書館完成。
- 1955年（昭和30年）4月9日 - 第四次増築校舎完成。
- 1956年（昭和31年）3月12日 - 第五次増築校舎完成。
- 1958年（昭和33年）9月20日 - 校庭舗装完成。
- 1959年（昭和34年）10月30日 - 第二次校地拡張（1,637.2㎡）。
- 1961年（昭和36年）
  - 5月15日 - 校旗制定。
  - 9月13日 - 講堂兼体育館とプール完成。
  - 9月30日 - 校歌制定発表会開催。
  - 10月28日 - 創立十周年記念式典挙行。
- 1962年（昭和37年）4月29日 - 同窓会（あざみ会）発表会開催。
- 1966年（昭和41年）3月19日 - 運動靴・帽子制定。
- 1967年（昭和42年）9月19日 - 清和音頭作成。
- 1970年（昭和45年）
  - 3月6日 - 第一期校舎改築完成。
  - 10月17日 - 創立20周年記念式典挙行。
- 1972年（昭和47年）
  - 1月21日 - 第二期校舎改築完成。
  - 6月30日 - 木造校舎解体終了。
- 1973年（昭和48年）3月10日 - 第三期校舎改築完成。
- 1974年（昭和49年）1月19日 - 改築校舎（現校舎）完成。
- 1977年（昭和52年）4月1日 - 施設開放実験校として発足。
- 1980年（昭和55年）
  - 6月25日 - プール改修と付帯屋完成。
  - 8月8日 - 校庭舗装（アーバンコート）完成。
  - 11月15日 - 創立30周年記念式典挙行。
- 1986年（昭和61年）1月27日 - 体育館増改築完成。
- 1989年（平成元年）9月30日 - 校舎外壁塗装と窓枠アルミサッシュ化工事完成。
- 1990年（平成2年）11月17日 - 創立40周年記念式典挙行。
- 1992年（平成4年）12月11日 - 管理室・8教室・給食室・受水槽改修工事完了。
- 1993年（平成5年）8月27日 - 4教室改修工事完了。
- 1994年（平成6年）8月29日 - 校庭のアーバン改装工事終了。
- 1995年（平成7年）
  - 6月8日 - プール内装工事完了。
  - 9月30日 - 創立45周年記念式典挙行。
- 1996年（平成8年）9月19日 - 図書室改修工事完了。
- 1997年（平成9年）12月12日 - 北側便所改修工事完了。
- 1998年（平成10年）9月7日 - パソコン室完成。
- 1999年（平成11年）10月22日 	図工室陶芸窯設置工事。
- 2000年（平成12年）11月18日 - 創立50周年記念式典挙行。
- 2002年（平成14年）3月18日 - 家庭科室冷暖房工事。
- 2003年（平成15年）
  - 3月13日 - ランチルームに暖房機設置。
  - 3月17日 - プール改修工事。
  - 7月22日 - 体育館外壁塗装工事。
  - 8月25日 - 夏休み英語教室実施。
- 2004年（平成16年）
  - 2月25日 - 不審者対応避難訓練公開。
  - 6月11日 - 学級園水田完成し、初の田植え実施。
  - 7月10日 - 耐震補強工事。
  - 11月22日 - 全校あいさついっぱい運動実施。
- 2005年（平成17年）7月21日 - 普通教室へのエアコン設置工事が完了。
- 2006年（平成18年）2月18日 - 創立55周年記念式典挙行。
- 2007年（平成19年）9月28日 - 生活科室とフェンスの両改修工事完了。
- 2009年（平成21年）
  - 8月 - 音楽室と図工室の全面改修実施。
  - 12月19日 - 校庭全面芝生化し、「芝開き」挙行。
- 2010年（平成22年）12月11日 - 創立60周年記念式典挙行。
- 2011年（平成23年）12月28日 - 体育館照明改修工事。
- 2012年（平成24年）9月28日 - パソコン室改修工事。
- 2014年（平成26年）5月 - プール（床面）一部補修と田んぼ補修の両工事実施。
- 2018年（平成30年）12月14日 - 校舎外壁塗装・屋上・西トイレ改修。
- 2019年（令和元年）12月14日 - 体育館とプール改修。
- 2020年（令和2年）
  - 1月27日 - インターナショナルセーフスクール認証。
  - 12月5日 - 創立70周年記念式典挙行。
- 2021年（令和3年）3月22日 - 校庭改修工事完了。
- 2023年（令和5年）1月17日 - インターナショナルセーフスクール再認証。

## 教育目標
- 考えを活かし挑戦する子 深く学び創造する子 認め合い豊かに成長する子

## 通学区域と進学先中学校
出典

### 通学区域
- 巣鴨3丁目（5番〜18番）
- 巣鴨4丁目（1番〜26番、28番(1号〜8号、17号〜21号)、29番(1号〜7号、20号の一部、21号、22号)、32番(1号〜4号、5号の一部、17号〜20号)、33番）
- 北大塚1丁目（全域）

### 進学先中学校
公立中学校に進学する場合
- 豊島区立巣鴨北中学校

## 学校周辺
- 区民ひろば清和第二（旧:巣鴨第一児童館[3]） - 江戸橋通り（豊島区道）をはさんで、校地南側に隣接。
- 東京都立大塚ろう学校 - 豊島区道をはさんで、校地西側に隣接。
- 豊島区立巣鴨第一保育園 - 進学前保育園のひとつ。
- 区民ひろば清和第一 - 巣鴨第一保育園と同一住所。
- 巣鴨郵便局
- 豊島区立巣鴨体育館
- 豊島区立巣鴨図書館
- 巣鴨地域文化創造館
- 国道17号線
- このほか、巣鴨医院など中小規模の医療機関や巣鴨四丁目児童遊園などの公園も点在するほか、十文字中学校・高等学校や東京都立文京高等学校も周辺には所在する。

## アクセス
- 都営バス「草63」系統で、
  - 「巣鴨四丁目」停留所より、池袋駅東口方面池袋一丁目行のりばから、徒歩約430m・約7分。
  - 「とげぬき地蔵前」停留所より、巣鴨駅前・西日暮里駅前方面浅草寿町行のりばから、徒歩約495m・約8分。
    - なお、池袋一丁目行の「とげぬき地蔵前」停留所からと浅草寿町行の「巣鴨四丁目」停留所からは、それぞれ距離が延びる。
- 東京都電荒川線巣鴨新田停留場より、
  - 早稲田行のりばから、徒歩約545m・約8分。
  - 荒川車庫前・三ノ輪橋方面行のりばから、徒歩約550m・約8分。
- 都営地下鉄三田線巣鴨駅（A3出口）から、徒歩約560m・約8分。
- JR東日本山手線
  - 大塚駅（北口）から、徒歩約680m・約10分。
  - 巣鴨駅（正面口）から、徒歩約750m・約11分。